# Abbaye Saint-Pierre de la Couture
L'abbaye Saint-Pierre de la Couture est une ancienne abbaye française située au Mans dans le département français de la Sarthe et la région des Pays de la Loire, aujourd'hui partiellement disparue, dont demeurent l'église abbatiale Notre-Dame et le cloître. Le reste des bâtiments constitue les locaux de l'actuelle préfecture de la Sarthe. Le monastère date du XIe siècle, mais les bâtiments visibles actuellement ont été reconstruits entre 1760 et 1775. Elle est à considérer comme l'une des abbayes les plus puissantes de l'Ouest de la France avant la Révolution française.

## Histoire

### La fondation: un élan puissant
Le fondateur de l'abbaye est saint Bertrand, évêque du Mans de 586 à 616. Il fonde le monastère « de la Couture » en l'honneur de Pierre et Paul. Le nom de Couture ou cultura fut choisi en raison des champs cultivés qui à l'époque, enserraient le monastère. À partir du Xe siècle, le terme prend le sens de cultura dei : le culte à Dieu. À l'époque, les habitants de la ville s'étaient retranchés derrière les murs défensifs. Seul le faubourg Saint-Nicolas était alors un modeste lieu d'habitation de ce côté de la Sarthe. Dans le folklore local, l'archange Michel serait descendu sur terre afin d'indiquer l'endroit précis de création à Saint-Bertrand. La zone rurale était alors située à environ 600 mètres au sud de l'extrémité de la muraille gallo-romaine. 
Le monastère amassa rapidement un nombre important de terres, à commencer dans le Maine par des dons de seigneurs locaux. Mais ces possessions s'étendirent dans toute la France. Les plus fameuses furent situées dans le Bordelais, la Provence, la Bourgogne, et surtout, en Angleterre. De ces possessions étrangères, l'abbaye a toujours conservé un symbole. Le blason de l'abbaye a toujours pris les double couleurs de la fleur de lys du royaume de France et des trois lions anglais.
Une petite agglomération se constitua entre le faubourg Saint-Nicolas et l'abbaye. Ce bourg suburbain fut le plus dynamique de la périphérie de l'ancienne cité. La population sortit de murs ou vint des campagnes pour profiter d'un grand dynamisme économique avec pour noyau, l'abbaye elle-même. Chose classique, cette agglomération est aujourd'hui le centre-ville. Cependant, l'hyper-centre, tel qu'on le connait (place Saint-Nicolas et non place de la République) demeure éloigné de plusieurs centaines de mètres de l'abbaye.

### Le temps des difficultés
Les IXe et Xe siècles ne sont cependant pas à l'avantage des religieux. Ils subissent la loi des nouveaux seigneurs laïcs des comtes du Maine, et se font bientôt attaquer par les Normands. L'abbaye est partiellement détruite et ses possessions culturelles sont brûlées. Gauzbert refonde l'abbaye Saint-Pierre de la Couture en 990, soutenu cette fois par Hugues Ier, comte du Maine, en accord avec Avesgaud, évêque du Mans. 
Bien qu'attiré par le mouvement clunisien, Gauzbert n'en dépendait pas. Cependant, comme l'ordre de Cluny, la Couture essaya au maximum de garantir son indépendance face aux pouvoirs seigneuriaux et même épiscopaux. Surtout l'évêché du Mans est l'un des plus grands de France de par sa taille, mais aussi de par sa puissance et ses capacités financières. L'abbaye essaya comme beaucoup d'autres de se placer sous l'autorité directe du pape. L'abbaye dut faire face à un grand nombre de procès face aux seigneurs locaux. Si les dons sont importants pour l'abbaye à cette époque, c'est surtout qu'elle récupère des terres perdues lors de conflits ou bien usurpées par des seigneurs laïcs. Avec ces récupérations, les recettes vont bon train et l'abbaye peut reconstruire son église abbatiale aux XIe et XIIe siècles.

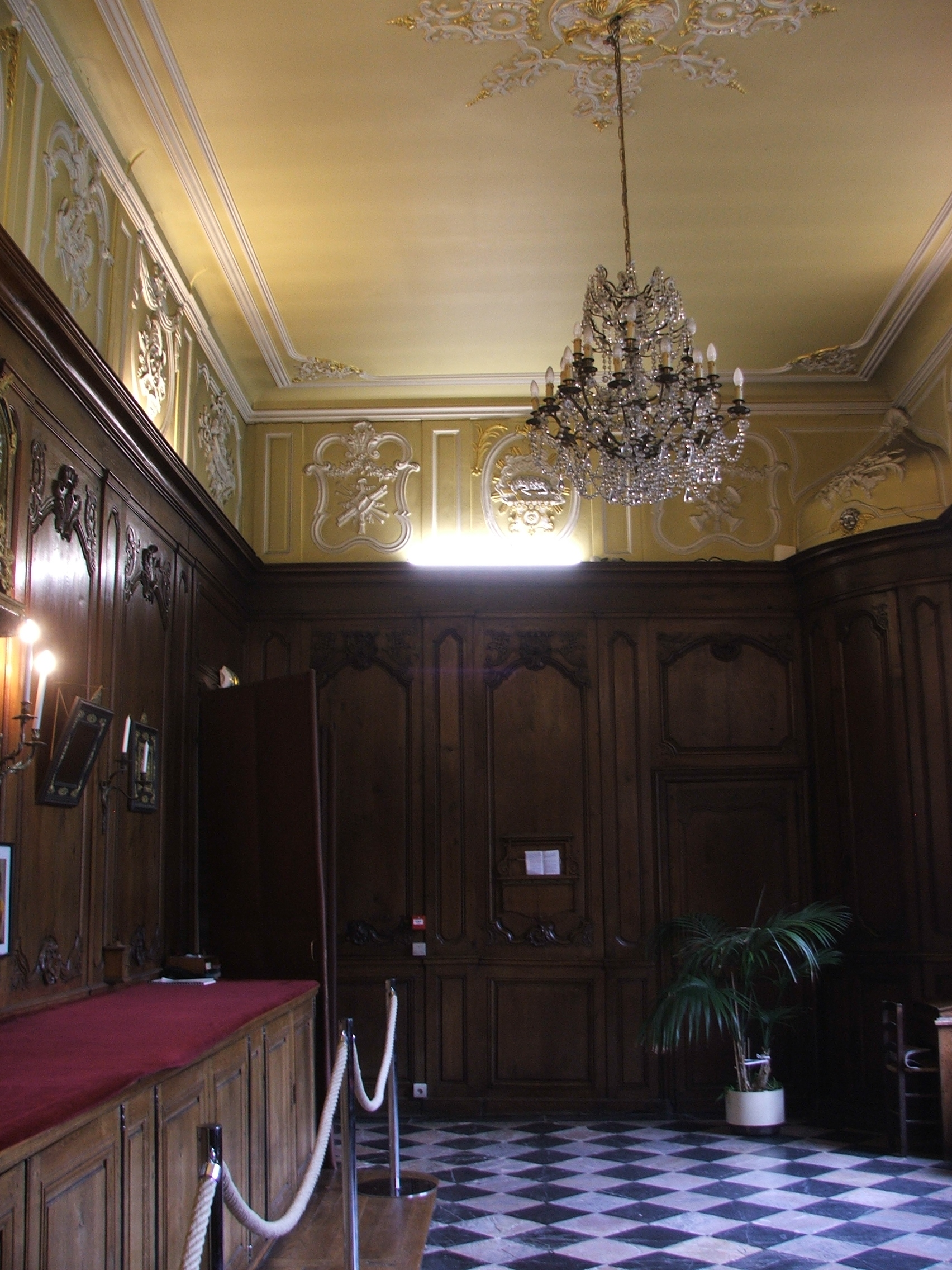
Entrée vers l'église abbatiale.

### L'apogée
Au début du XIIe siècle, l'abbaye possède 30 000 hectares de terres, ramassés cette fois sur la région du Mans. Elle possède également 50 prieurés dont le bien connu prieuré de Solesmes, acquis en 1110. La Couture devient dès lors la plus puissante abbaye du Maine et l'une des plus grandes du royaume tout entier. L'abbé supérieur est considéré à l'égal d'un seigneur, doté de puissants pouvoirs fiscaux comme judiciaires. Il fait « jeu égal » avec les comtes du Maine et est même plus important que l'évêque. Les églises de la ville et des faubourgs sont soumises à l'autorité de l'abbaye.
Mais la guerre de Cent Ans vient bientôt provoquer de nombreuses destructions dans l'abbaye et dans nombre de ses prieurés. Aux XIVe et XVe siècles, les périodes d'occupation anglaise sont les plus destructrices, à l'instar de l’abbaye de l'Épau, incendiée pour empêcher l'ennemi de s'y réfugier. Cependant, c'est aussi pendant cette période que son autonomie se renforce et que les prieurés trouvent en elle une aide efficace.

### Le déclin
Dès 1518, c'est de nouveau le déclin. D'abord, les abbés sont désormais nommés par autorité royale. L'autonomie de l'abbaye est menacée. Les abbés perçoivent les revenus qui leur sont dus sans même assurer la fonction spirituelle qui leur incombe. Ce nouveau système, résultat du concordat de Bologne de 1516, n'était qu'un point de plus pour le roi dans sa prise de pouvoir sur le clergé. Le roi Henri IV séjourne dans l'abbaye lors du siège du Mans contre les ligueurs le 28 novembre 1589. 
Dès 1657, on demande aux mauristes de réformer le monastère. Mais les moines s'y opposent. C'est un renouveau pour l'abbaye que la seconde moitié du XVIe siècle ; mais son autonomie est inexistante, bien à l'inverse d'avant sa mise en commende. Elle est intégrée à la congrégation nommant les abbés pour trois ans. Elle n'est plus qu'un pion dans la grande Congrégation de Saint-Maur. C'est également l'époque des plus violentes tensions avec l'autre « grande » abbaye du Mans : l'abbaye Saint-Vincent, privilégiée par les mauristes.
En 1760, on ordonne la reconstruction de l'abbaye. De nombreuses destructions ont été occasionnées lors de la guerre de Cent Ans et les guerres de Religion, sans oublier les incendies l'ayant partiellement endommagée. Pourtant, à la veille de la Révolution, l'abbaye est extrêmement puissante, possédant plus de 6 000 hectares de terres, 33 prieurés et 224 fermes (plus 18 moulins). À la Révolution, tout est vendu à l'exception de l'église abbatiale et du monastère. L'église devient dans les temps les plus sombres, un temple du culte robespierriste. C'est ainsi que le 8 juin 1794, la fête de l'Être suprême y est célébrée. On propose alors de transformer les bâtiments en bibliothèque. Mais après le concordat réalisé entre Napoléon et Pie VII, l'église abbatiale devient définitivement paroissiale.

### Vers un édifice moderne

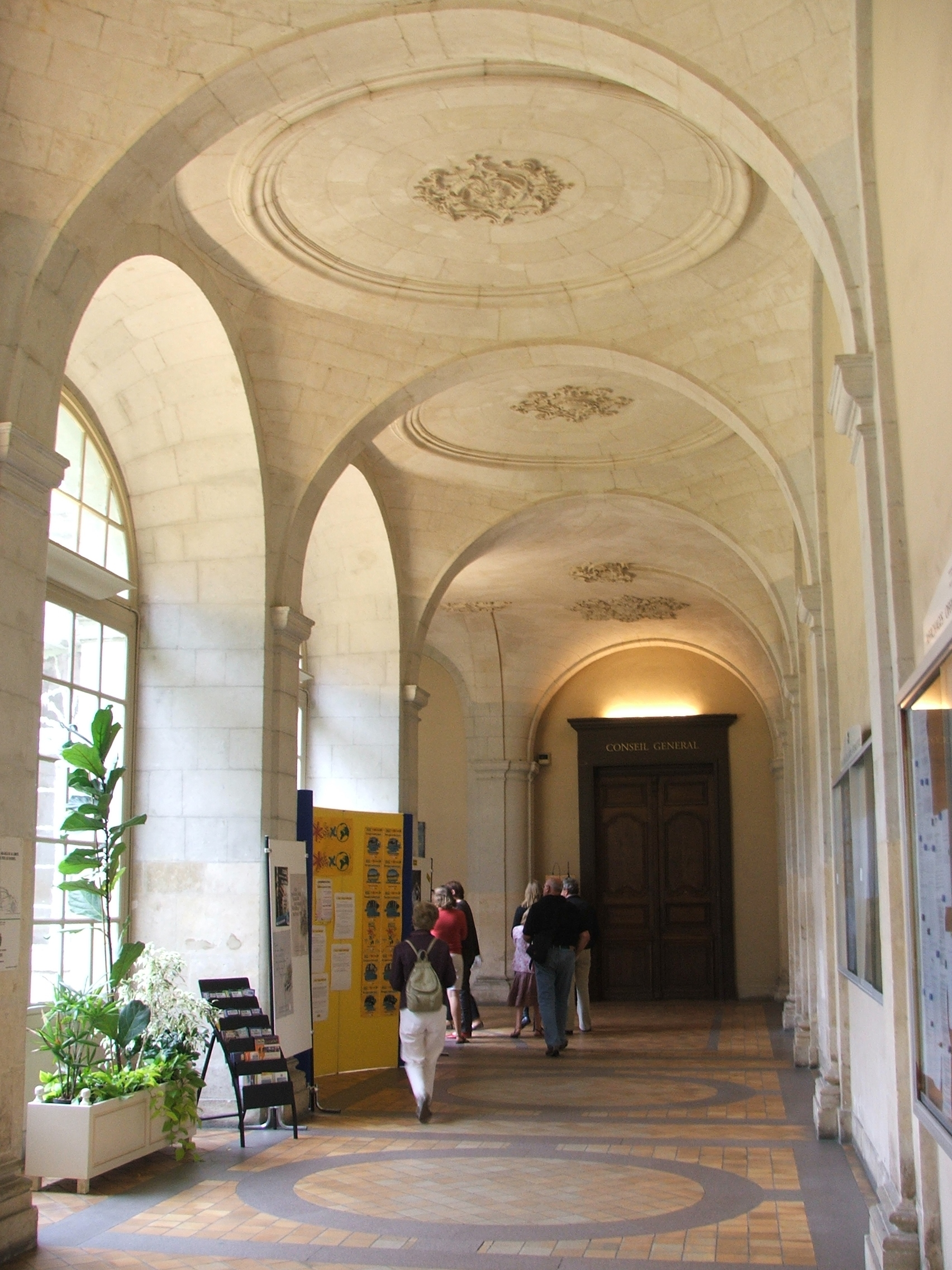
Ancienne galerie du cloître.

La reconstruction de 1760 en fit un bâtiment remarquablement grand par rapport à la petite communauté qui y résidait, à savoir 24 moines. Bien que le projet initial fût d'une envergure encore plus gigantesque, l'église mit un frein à la reconstruction devant la petite congrégation disposée à vivre dans le monastère. À titre d'exemple, le projet devait ouvrir 21 fenêtres sur le bâtiment principal et ce furent finalement 15 fenêtres seulement qui furent créées. Le monastère original se composait d'un bâtiment principal situé en parallèle de la nef au sud et de deux ailes perpendiculaires partant à l'ouest de la tour sud de Notre-Dame et à l'est du croisillon sud de son transept. L'espace central est coupé en deux par une sorte de bâtiment intermédiaire donnant au nord le cloître et au sud la cour de la cuisine. 
Le plan ne fut guère plus innovant que celui de l'ancienne abbaye mais il prolongea l'aile est ainsi que l'aile du midi en direction du nord. Dès les origines de la préfecture, ce bâtiment lui est affecté. Le décret du 11 février 1791 autorise officiellement l'administration départementale (et locale, urbaine) à s'y réunir en conseil. La salle historique du conseil général, où se déroula le premier conseil le 20 juillet 1790, est toujours utilisée aujourd'hui. Pour autant, l'abbaye ne servit pas seulement de préfecture. Pendant des centaines d'années, elle abrita une bibliothèque, des archives avant même d'être un musée d'archéologie. Elle servit même de logement de fonction pour certains fonctionnaires de l'administration publique. Mais à mesure que ces services se multiplièrent, et malgré la grandeur de l'espace à disposition, la cohabitation se transforma en surcharge généralisée du bâtiment. On a alors retravaillé très largement les bâtiments pour gagner en place et faire jouer une extension spatiale ne dénaturant pas excessivement l'esthétique des bâtiments. Cela fut partiellement un échec avec la fermeture du cloître ainsi que la création des étages intermédiaires. 
Le début du XXe siècle marque la fin de l'engorgement. Les archives sont bientôt transférées à l'abbaye Saint-Vincent. Ces archives avaient déjà nécessité plusieurs extensions de salles situées dans l'entresol en 1853, puis avaient annexé un nouveau sous-sol de l'abbaye en 1856. En 1907, la situation est critique avec 1 848 mètres linéaires de tablettes et 30 mètres cubes de papiers entassés. Le responsable archiviste d'alors, Julien L'Hermitte, à force de demandes, finit par obtenir le déménagement en 1908. Celui-ci n'eut lieu que trois ans plus tard, à la fin septembre 1911. Les archives se baladèrent encore longtemps dans la ville avant de trouver un point d'ancrage spécialement apprêté à Pontlieue en 2002. Outre les archives, plusieurs salles servirent au XVIIIe siècle à entreposer les collections archéologiques et picturales des musées du Mans. C'était également le cas à la collégiale Saint-Pierre la Cour et au palais des comtes du Maine. Le tout part en même temps vers l'hôtel de Tessé en 1927. Il en est de même pour les services de la mairie qui déménagent vers le palais des comtes du Maine. Quant à la modeste bibliothèque, qui n'avait de cesse de croître, elle est envoyée rue Gambetta dans le quartier des halles en 1931. En 1934, on crée une nouvelle aile à l'est de celle du midi. 
Le 21 novembre 1959, la galerie, le cloître et le grand escalier sont classés aux monuments historiques. De plus, en 1960, les anciens terrains de l'abbaye, situés rue Chanzy, permettent la création de la cité administrative. Une fois la place revenue, on songe enfin à restaurer les locaux, surtout grâce aux nouvelles subventions obtenues grâce au label monuments historiques. Cette entreprise débute dès le déménagement de la cité administrative, elle est confiée à l'architecte Jean-Louis Lagrange. L'aile est et le cloître sont les premiers à en profiter, puis vient le hall et l'escalier d'honneur. En 1961, le grand escalier est entièrement refait. Quant à l'enclos de l'abbaye, grand de 2,8 ha, il servit non seulement à installer la cité administrative, mais également à construire le collège Berthelot ou le parc Victor-Hugo. Aujourd'hui, l'ancienne abbaye n'est ouverte au grand public qu'une à deux fois par an pour des visites guidées et des parcours thématiques. Le 11 juillet 1975, l'ensemble des bâtiments à l'exclusion de l'aile nord-ouest moderne et des parties déjà classées est inscrit au titre des monuments historiques.

## Constitution de l'abbaye

### L'abbatiale
Classée monument historique par la liste de 1840, cette église fait directement face à l'actuel boulevard René-Levasseur. Contrairement à l'abbaye qui est aujourd'hui mise en second plan par rapport au boulevard, l'église est plus imposante et plus directement accessible. Elle est de style gothique et son nom complet est Notre-Dame-de-la-Couture. Le suffixe "couture" ne désigne pas l'action de "coudre" mais vient de "culture". Le nom complet latin de l'abbaye en était pour preuve : Cenobium Sancti Petri dicitur ad culturam. Un tel nom lui fut donné afin de différencier l'abbatiale et le monastère complet de l'autre Saint-Pierre entre les murs : le Saint-Pierre la Cour, cour des comtes du Maine. L'appellation de "culture" semble avoir déjà disparu dès le XVIe siècle.

### Les ruines du premier monastère et la reconstruction

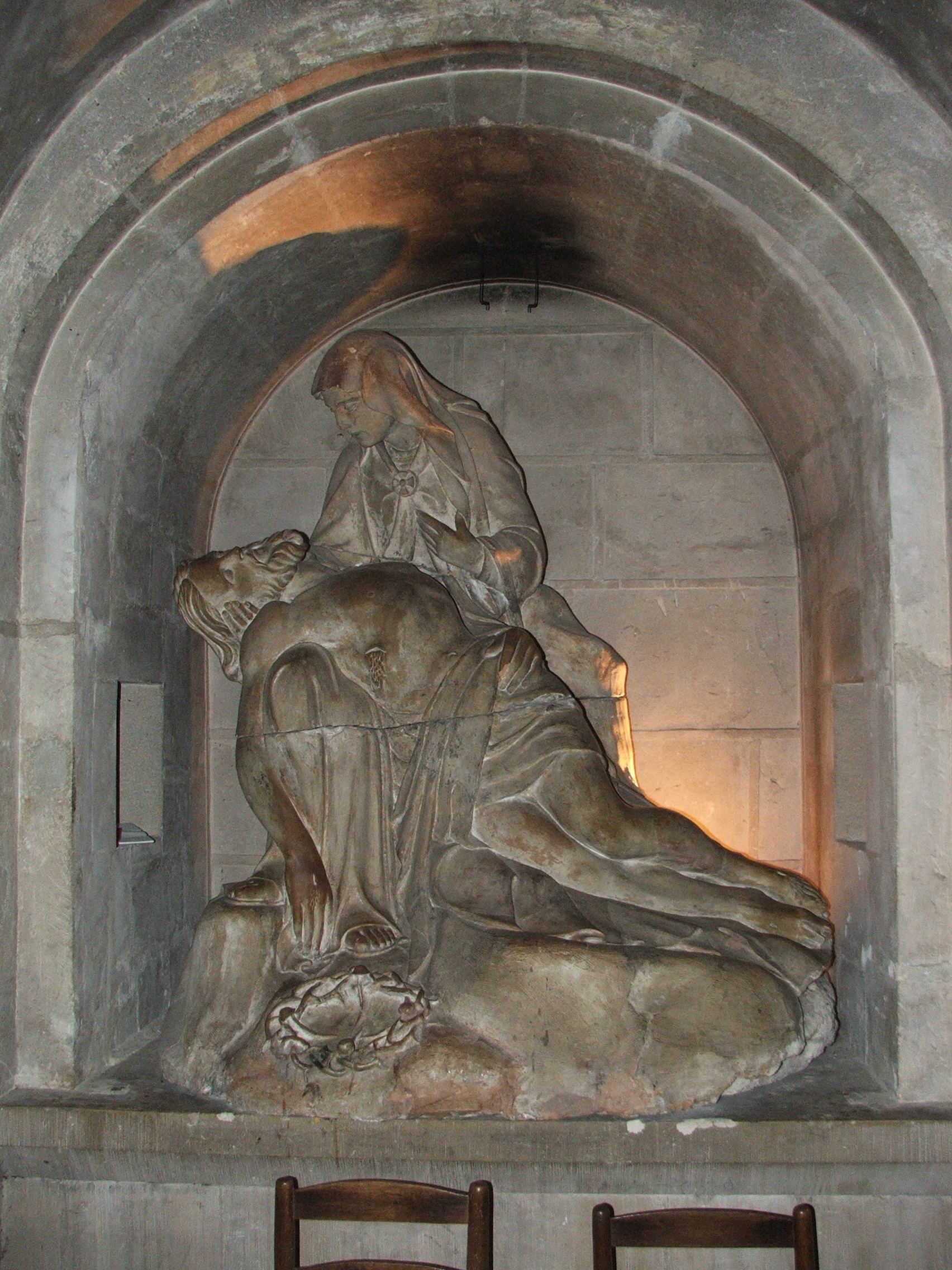
La crypte de saint Bertrand.

L'abbaye est détruite par les Vikings en 865. Les ruines ne sont relevées qu'en 1002 par Gauzbert. C'est dès le Xe siècle que l'abbatiale prend l'ampleur qu'on lui connaît actuellement. Gauzbert réalise volontairement une abbatiale de grand volume, prévoyant déjà l'importance que va acquérir l'abbaye sur l'ordre sur les plans régional et national. Elle est déjà composée d'une crypte enterrée à demi, lieu où l'on enterre son fondateur premier. Elle se divise en trois petites nefs séparées par huit piliers alignés en deux rangées de quatre. Le chœur est surélevé par rapport à la crypte et est entouré de dix fortes colonnes ainsi que de piliers tous surmontés d'arcades en plein cintre. Les murs sont percés de fenêtre et l'abside est réalisée en cul de four. Autour du chœur fut réalisé un déambulatoire voûté d'arêtes ainsi que cinq absidioles disposées comme un éventail. Entre les chapelles, on trouve une fenêtre à arcature composée soit de briques soit de pierres. 
Le chantier est achevé et ouvert au public dès le XIe siècle. On y ajoutera ensuite un transept voûté. Si celui-ci ne subsiste plus, on l'imagine par la présence de piliers d'époque à chaque bras. Ils s'achèvent par une chapelle, elle aussi en cul de four. À l'ouest, la construction comporte trois nefs. La plus importante est celle du centre, large de 8 mètres en prolongement du chœur. Les deux autres font suite au déambulatoire. Les bas-côtés sont composés de sept travées communicantes. Chacun possède un mur ornementé de quatre arcatures creusées dans l'épaisseur de la paroi. Au-dessus des bas-côtés, quatorze fenêtres sont percées, soit une par travée. Chaque bas-côté fut creusé d'une travée amenant vers la nef. Bien que cela fut exceptionnel, la construction prit en compte le fait que le public pouvait venir assister aux offices. C'est pourquoi l'architecture fut aussi faite de murs très hauts. La nef et les galeries ne sont pas voûtées et la charpente fut pendant un temps exposée ou lambrissée. 
Ensuite fut bâtie la façade, composée en avant de tours construites de gros blocs de grès roussard. Leurs murs étaient élevés de 14 mètres et peuvent encore être démarqués. Au nord de la nef et à l'extérieur du bâtiment, on retrouve toujours aujourd'hui les fenêtres romanes du XIe siècle. Elles sont aujourd'hui murées et signalent bien le remaniement survenu au XIIIe siècle. En 1110, on apporte le corps d'Hélie de la Flèche, ancien comte du Maine, dans l'abbatiale. On élève un gisant le représentant en tenue guerrière avec son haubert, son casque, son épée et son bouclier. L'abbaye possède également à l'époque un atelier de copistes où les religieux enluminent les manuscrits. On a ainsi retrouvé des manuscrits d'une très belle qualité datant de la seconde moitié du XIe et du début du XIIe siècle. Ils furent conservés dans la bibliothèque monastique. Aujourd'hui, quatre manuscrits sont reconnus comme documents des plus précieux, ils furent conservés aux archives et à la bibliothèque rue Gambetta, avant d'être transférés à la médiathèque Louis-Aragon.

### La fin des anciens bâtiments monastiques

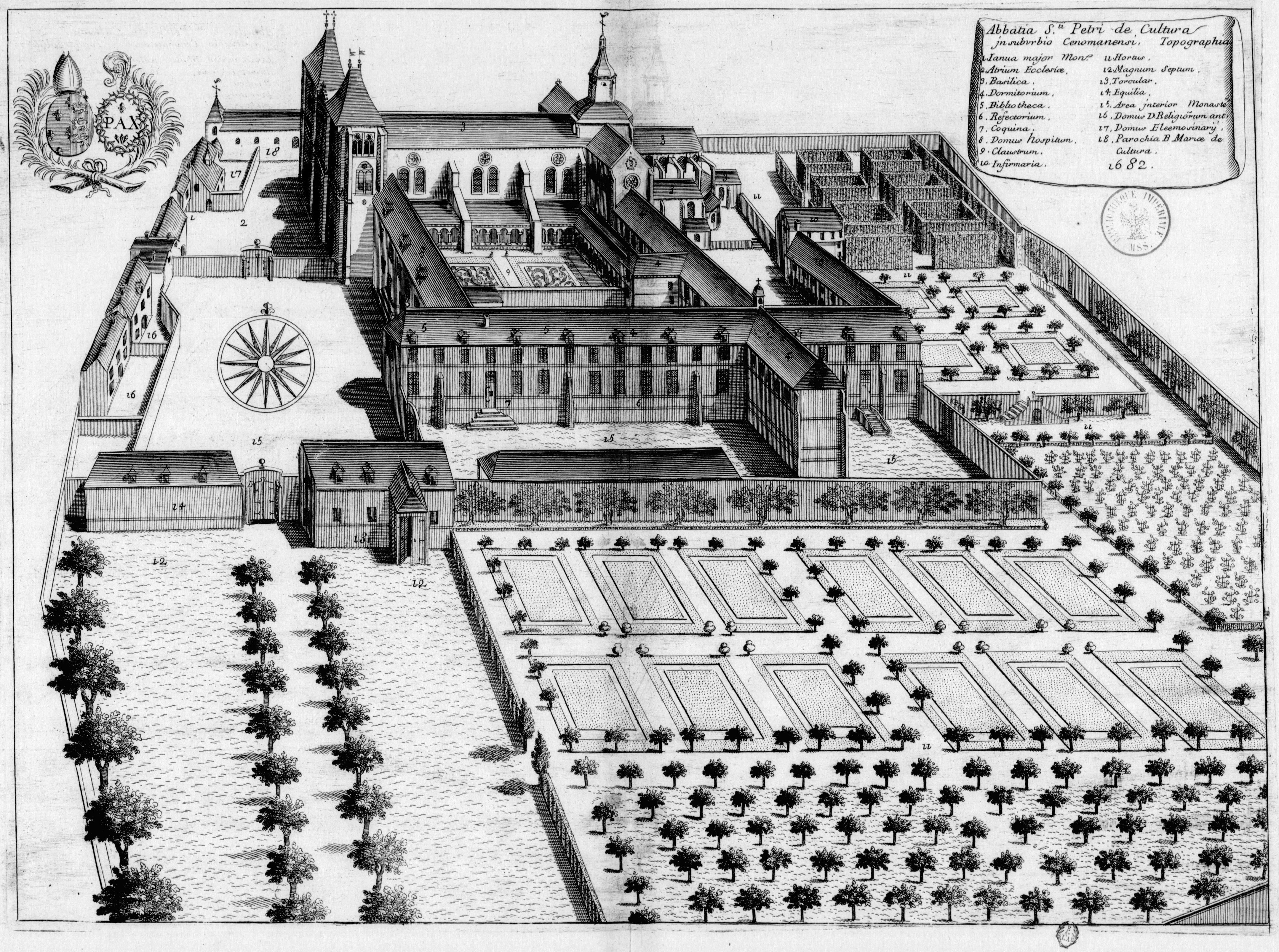
Gravure de l'abbaye réalisée en 1682.

Les vieux bâtiments furent conservés jusqu'au milieu du XVIIIe siècle et ils furent démolis. Ces anciens bâtiments avaient été construits au XIVe siècle. Ils furent bâtis l'un du côté sud de la tour sud de l'abbatiale, l'autre en parallèle depuis le transept. Ces bâtiments bordaient les côtés du cloître. Enfin, un troisième bâtiment fut disposé en travers reliant les deux bâtiments précédents. Ce troisième bâti traversait le second pour former une croix en se joignant à lui. Le premier bâtiment fut une hôtellerie. Il présentait l'inconvénient de ne proposer aucune vue sur l'intérieur du monastère. Les fenêtres qui le composaient n'étaient ouvertes que vers l'ouest, vers la cour des écuries. Le troisième bâtiment était situé au sud et servait aux cuisines, aux dépendances et au réfectoire. À l'étage, on trouvait la fameuse bibliothèque et le dortoir. Il y avait d'autres dortoirs dans le deuxième bâtiment. Dans ce second bâtiment, on trouve un long corridor emprunté par les moines afin de descendre dans l'abbatiale. 
Une maison était spécialement réservée à l'abbé commendataire. Elle était située en bordure de la rue de la Couture. Une fameuse gravure de 1682 extraite du Monasticon Gallicanum montre à cela près ce qu'était La Couture à l'époque. La disposition du dessin fut cependant trop idéaliste pour être propre à la réalité de l'époque. Cependant, le dessin est exact quant à la disposition des bâtiments principaux et même secondaires. En 1695, François Roger de Gaignières passe au Mans, à la recherche de caveaux et de tombeaux anciens. Il s'arrête à la Couture et dessine la façade de l'abbatiale avec précision, et avec tout autant d'exactitude les figurations des abbés gravées sur les dalles funéraires ou sculptées sur les mausolées.
Le réfectoire est doté de superbes peintures d'un peintre avignonnais nommé Pierre Parrocel. Ce dernier était spécialisé dans les peintures religieuses. Il exécute cinq toiles en 1718. Toutes de forme cintrée, elles ont toutes des sujets évangéliques en relation avec la nourriture. Au milieu du XVIIIe siècle, le logis abbatial est changé. L'ancien logis datant du XVIe siècle est encore une construction médiévale subissant grandement les dégradations dues à son âge. On achète un domaine voisin vaste de deux hectares. On cultive un jardin en amphithéâtre composé de charmilles, d'allées de tilleuls et de mûriers blancs. On y cultive le ver à soie. La petite garçonnière était tout de même composée de deux corps de bâtiment ainsi que de deux pavillons. On trouvait un étage comportant des chambres puis une toiture. La maison est achetée et entièrement rebâtie entre 1764 et 1772. L'ensemble est coquet et les jalousies seront nombreuses de la part des religieux jaloux comme des libertins, dénommant le bâtiment de mon plaisir ou de vide bourse de manière ironique.

### Le nouveau monastère
Au milieu du XVIIIe siècle, les moines entreprennent la construction d'un grand monastère. Les plans sont tracés dès 1750. Le projet fut cependant un peu trop idéaliste quoique très rigoureux. Le projet prévoyait l'existence d'un grand quadrilatère de 99 mètres de largeur sur 68 de longueur encadrant deux cours : une pour le cloître et l'autre pour la cuisine. Les deux doivent être séparées par une petite construction. Tout autour des cours devaient exister des couloirs afin de réaliser une installation la plus fonctionnelle possible. Le bâtiment exposé au couchant depuis la tour sud de l'église abbatiale est le plus fonctionnel avec l'atrium, la porterie, la grande salle d'entrée, la procurerie, la dépositasserie, etc. Cette aile sera de loin la plus fréquentée car la seule autorisée pour les visiteurs extérieurs. L'aile du midi sert aux collations et celle du levant au service religieux. À noter que cette dernière possède également une petite cellule de prison afin d'y enfermer les indésirables ou les pénitents. La partie entre les deux cours offre les commodités et les lieux d'ablutions. À l'étage, on pouvait trouver pas moins de 32 chambres dortoir, une chambre commune destinée aux novices puis les cinq chambres réservées à l'infirmerie ainsi que six chambres d'hôte.
Pour réaliser leur projet, les moines firent appel à un architecte renommé : Jean-François Pradel, celui-là même qui participera à la construction du château de Sourches sous la direction de Gabriel de Lestrade. Il est à la fois concepteur de projet, dessinateur de plans et maître d'œuvre. Des tailleurs de pierre limousins viendront aider aux travaux à la demande express de Pradel. Ces derniers ont déjà une certaine renommée depuis la réalisation du château de Versailles. L'ancien logis des hôtes ne sera pas immédiatement détruit mais servira encore à abriter les moines durant les travaux, avant tout par un souci d'économie
Les rez-de-chaussée sont réalisés comme de longues nefs voûtées en anse de panier. Elles sont ensuite cloisonnées afin d'offrir des salles de grandeurs diverses. Les deux cours, celle du cloître et celle de la cuisine sont entourées de trois galeries. Le grand escalier sera recentré comparé à précédemment. Le réfectoire n'aura que deux fenêtres et les chambres monacales seront réduites à vingt-cinq. L'architecte allongera les galeries internes afin d'offrir plusieurs sorties vers le jardin. L'aile exposée au midi sera la plus agréable. Elle dispose de vingt et une fenêtres dans un alignement qui, afin d'éviter qu'il soit trop long, verra trois légers décrochements avec des pavillons. Le pavillon central s'ouvrira sur un perron, son fronton sera surmonté d'un petit clocher rythmant la vie des moines.

## Spécificités de l'architecture intérieure
Pendant la reconstruction de l'abbaye, les moines prêtent une attention toute particulière à différents espaces qu’ils souhaitent voir très soignés. Le cloître dispose par exemple de trois galeries dont la disposition est celle d'un fer à cheval pour chacune d'entre elles. Les galeries sont notamment soignées car elles sont le plus important point de passage des moines. Le côté longeant la nef conserve des sculptures du XIIe siècle, encore visibles aujourd'hui. Les galeries disposeront des vingt et une travées ouvertes vers la cour par le biais d'arcades fenêtres. Chaque travée se trouve séparée de la suivante par des pilastres à chapiteaux toscans. Les plafonds sont arrondis. Au centre de chaque, on trouve un petit motif sculpté à rocaille. Sur l'un d'entre eux on peut remarquer les très symboliques clef de saint Pierre et épée de saint Paul.
Le grand escalier, toujours conservé intact de nos jours sera l'un des joyaux de l'architecture intérieure. Ses degrés tournent trois fois et relient quatre niveaux. Les volées, relativement larges, sont suspendues sur demi-berceaux allégés de lunettes. L'ensemble constitue un chef-d'œuvre de stéréotomie. En tout, ce sont plus de 120 marches réparties en douze volées droites qui permettent de se rendre du sous-sol aux mansardes. Un garde-fou en fer trône autour de la cage d'escalier et s'enroule autour de la rampe tout en suivant ses mouvements. La seule fenêtre présente, haute de plus de 15 mètres permet de diffuser la lumière dans tout l'escalier sans éclairage subalterne.
La salle du chapitre est quant à elle de taille modeste. Elle ressemble à un boudoir féminin de l'époque avec ses boiseries sculptées de petits motifs divers. Anecdote intéressante, au-dessus de la porte d'entrée figure une boiserie sculptée des initiales « LL », dédicace à Louis XV. Ce détail passera miraculeusement outre les destructions révolutionnaire. Les murs seront garnis de onze tableaux et la salle contiendra vingt-sept sièges. Le répertoire offrira une architecture des plus dépouillées. Il comprendra cinq tableaux de Pierre Parrocel, datant de 1718. Encastrés dans les murs, ils feront face aux fenêtres. Dans la sacristie, les sculptures des panneaux datent de 1772. Les boiseries ne recouvrent que les 4/5e des murs, le reste étant réservé aux retombées du plafond. Des dernières présentent des motifs argentés souvent en lien avec les récits de la Bible.

## Terriers, propriétés, revenus, dépendances

### Églises
L'abbaye avait la possession de l'église de Vezins.

### Prieurés
- Prieuré de Pontvallain : rente de 24 boisseaux de seigle sur le prieuré de Pontvallain : titre nouvel donné à messire Jean-Benoît d'Hélyot, prieur commendataire, par dom Pierre-René Duval, prêtre, religieux bénédictin de la Congrégation de Saint-Maur, procureur-cellerier de l'abbaye de La Couture du Mans, dont dépend ledit prieuré de Pontvallain (1783)[3].

### Sources et bibliographie
- Dom Michel Germain, Matériaux du Monasticon Gallicanum, ms. Latin 11821 « Abbatia Sti Petri de Cultura in suburbio Cenomanensi topographia 1682 »
- Alain de Dieuleveult, La Couture : une abbaye mancelle au Moyen Âge (990-1518), Le Mans, Jean Vilaire, 1963
- Henry Branchomme, L'Abbaye Saint-Pierre de la Couture, préfecture de la Sarthe, août 2009
- Guy-Marie Oury, « La Vie monastique à l'abbaye de la Couture (XVe-XVIIIe siècle) », La Province du Maine, tome 133, 4e série, avril-juin / juillet-septembre 1981
- Jacques Gohier, « La Couture, une abbaye bénédictine par Étienne Bouton », La Vie mancelle et sarthoise, no 390, janvier-février 2007